# Трубецкой, Пётр Николаевич
Князь Пётр Никола́евич Трубецко́й (5 (17) ноября 1858 — 4 (17) октября 1911) — русский общественно-политический деятель из рода Трубецких, зачинатель классического виноделия в Поднепровье, владелец подмосковной усадьбы Узкое.

## Происхождение
Родился 5 (17) ноября 1858 года в Москве. Крещён 21 октября того же года в церкви Николы в Гнездниках, восприемниками были его дед — генерал-лейтенант князь Пётр Иванович Трубецкой (1798—1871), владелец подмосковной усадьбы Ахтырка и тётка — графиня С. В. Толстая, воспитанником которой П. Н. Трубецкой был вместе со своими сёстрами Софьей и Марией после смерти матери Любови Васильевны, урождённой Орловой-Денисовой (1828—1860).
Детство их прошло в имении Узкое. Их отец, один из директоров Московского отделения императорского Русского музыкального общества (РМО) князь Николай Петрович Трубецкой в 1861 году вновь женился — на Софье Алексеевне Лопухиной (1841—1901), от второго брака у Н. П. Трубецкого было девять детей — единокровных братьев и сестер П. Н. Трубецкого; наиболее выдающимися среди них были знаменитые университетские профессора и философы Сергей и Евгений Николаевичи Трубецкие, а также дипломат и член Белых правительств на юге России Григорий Николаевич Трубецкой.

## Биография
Окончив юридический факультет Московского университета в 1881 году, П. Н. Трубецкой начал службу по выборам: кандидат на должность московского уездного предводителя дворянства (1884), почётный мировой судья Московского округа (1884), председатель съезда мировых судей (1884). В 1883 году он впервые «исполнял должность» Московского уездного предводителя дворянства, заменив графа А. В. Бобринского, тогда же к нему от С. В. Толстой перешла подмосковная усадьба Узкое (формально была продана за достаточно небольшую для такого владения сумму). Впоследствии пост уездного предводителя дворянства П. Н. Трубецкой получил путём выборов.
Московским уездным предводителем дворянства П. Н. Трубецкой являлся в 1887—1892 годах, а на 1892—1906 годы был избран уже губернским предводителем. Получил придворные звания камер-юнкера, камергера и «в должности егермейстера». В 1896 году был удостоен чина действительного статского советника, затем — придворного чина егермейстера. С 1896 по 1906 год являлся организатором и председателем совещаний губернских предводителей дворянства.

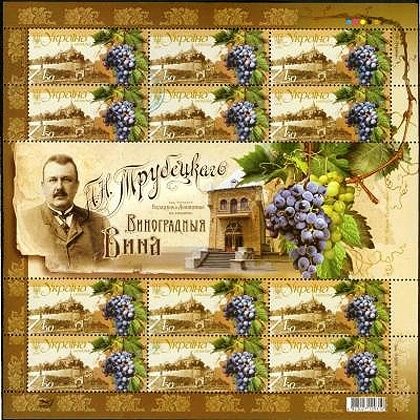
Почтовая марка Украины, посвященная П. Н. Трубецкому.

Имение в Козацком в начале XX века

П. Н. Трубецкому принадлежал ряд имений в южных регионах страны: дворец в Козацком Херсонской губернии, Долматово Таврической губернии, Сочи (Ардуч) Черноморской губернии. Как крупный винодел он был одним из учредителей (в 1901 году) комитета виноградарства и виноделия Императорского Московского общества сельского хозяйства. В Козацком, кроме многочисленных виноградников заложенных в 1896 году, существовало тонкорунное овцеводство — одно из лучших в России и большой конный завод.
С 1894 года был членом «Комитета по  организации конкурса и сооружению памятника Александру III в Москве». Как говорилось в указе, — "по  повелению Николая II, состоял Московский Губернский Предводитель Дворянства Егермейстер Высочайшего Двора Князь П. Н. Трубецкой". Кстати, его двоюродный брат —  скульптор Паоло Трубецкой, приехавший в это время из Италии в Россию, победил  на конкурсе памятника Александру III в Петербурге (открыт в 1909 году).
31 июля 1900 года в Узком, где тогда жил Сергей Николаевич Трубецкой, в кабинете П. Н. Трубецкого скончался известный философ Владимир Сергеевич Соловьёв. П. Н. Трубецкой присутствовал на его похоронах, состоявшихся в Новодевичьем монастыре.
Во время нарастания революционных событий в конце 1904 года председательствовал на собрании во время сессии московского земства, на котором был принят 13 декабря оппозиционный адрес на имя Государя и подписал журнал этого заседания, участвовал в попытке подачи от московского губернского дворянского собрания адреса на имя царя с призывом «вступить на путь доверия сословным силам». В июне 1905 года представил Николаю II записку 26 губернских предводителей дворянства, солидаризировавшихся с обращением к нему от делегации земских и городских деятелей 6 июня, в котором они высказались за учреждение в стране народного представительства.
Председатель съезда губернских и уездных предводителей дворянства 7-11 января 1906 года, где выступил с программой умиротворения страны: сильная власть, последовательно проводящая демократические реформы. Председательствовал на первом подготовительном заседании организационной группы, проведшей 21-28 мая в Санкт-Петербурге Первый съезд уполномоченных дворянских обществ (Объединённого дворянства), участвовал только в самом первом съезде этой организации.
К весне 1906 года П. Н. Трубецкой баллотировался от дворянства в Государственный совет.

 <…> брат Петр (его сын от первого брака), унаследовал вместе с этой чертой и практический склад деятеля: он всегда был поглощен каким-нибудь одним делом, вокруг которого он развивал кипучую энергию, и для этого дела шагал не только через препятствия, но и через людей, когда они попадались по дороге и мешали. Помнится, мы встретились с ним однажды в Петрограде, не видавшись перед тем два года; я вскочил ему навстречу, а он пробежал мимо меня, кивая с любезной улыбкой, как доброму, но ненужному, а потому надоедливому знакомому, и устремился прямо, не останавливаясь, к общественному деятелю, который ему был нужен для дела, вокруг которого он хлопотал. Это было в 1906 году, и дело было общее, политическое. В эту минуту Петя был — вылитый Папа <…>

Писал его сводный брат, философ Евгений Николаевич Трубецкой (1863—1920)
П. Н. Трубецкому и петербургскому губернскому предводителю дворянства графу В. В. Гудовичу, поддержанным министром внутренних дел П. Н. Дурново, принадлежала идея отдельного представительства от дворянства в Государственном совете. Был избран в верхнюю палату 7 апреля 1906 года от дворянских обществ (должность московского предводителя оставалась за ним до 13 ноября 1906 года). С самого начала, с 18 мая 1906 года он был товарищем председателя бюро группы Центра, самой большой фракции Государственного совета. Там П. Н. Трубецкой впоследствии возглавил земельную комиссию. Председателем бюро этой группы стал 7 ноября 1909 года (в чём усматривался известный либерализм: председателями групп и партий становились, как правило, лишь лица, попавшие в верхнюю палату российского парламента не по выборам, а по назначению Николая II).
Погиб П. Н. Трубецкой 4 (17) октября 1911 года будучи убитым в Новочеркасске одним из своих племянников Владимиром Григорьевичем Кристи. Туда приехали семьи Трубецких и Кристи на торжественную церемонию перенесения праха донских военных деятелей, среди которых был их предок граф В. В. Орлов-Денисов, в усыпальницу только что завершенного войскового собора. После церемонии П. Н. Трубецкой отправился кататься на автомобиле вместе с женой своего племянника Марией (Марицей) Александровной Кристи, урожденной Михалковой (1883—1966) и приехал в свой вагон на станции Новочеркасск. Туда пришел и В. Г. Кристи, который застрелил П. Н. Трубецкого. Тело его 7 октября было перевезено в Москву и погребено в Донском монастыре (могила не сохранилась и место её расположения в монастыре документально не зафиксировано. Но найдено следующее документальное подтверждение: в журнале «Искры» за 1911 год помещены репортажные фотоснимки с надписями:
"Похороны  князя   П.  Н.  Трубецкого. (Убит своим племянником В. Г. Кристи 4 октября). Подписи под снимками:
- Вынос   гроба   из   храма   Донского   монастыря.
- Могила  кн.  П.  Н.  Трубецкого  в  Донском   монастыре".
Следствие по этому делу по просьбе вдовы П. Н. Трубецкого Николай II прекратил, В. Г. Кристи был сослан в имение родителей Замчежье (Кишиневский уезд Бессарабской губернии).

## Семья

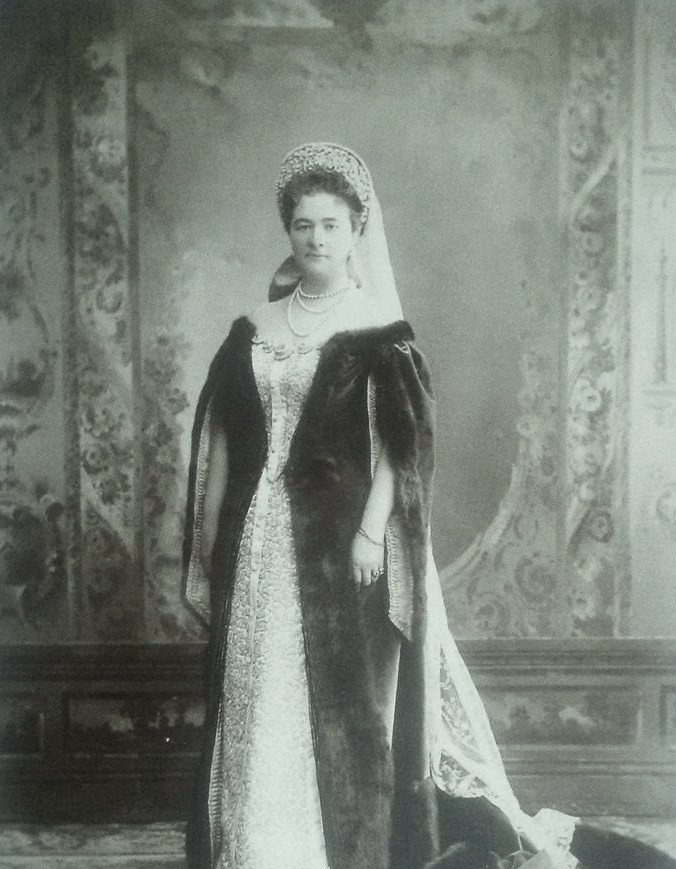
Александра Трубецкая (1903)

Жена (с 01.10.1884) — княжна Александра Владимировна Оболенская (1861—1939), внучка князя А. П. Оболенского и генерала И. И. Миллера. По отзыву Михаила Осоргина, чья жена была сестрой Николая Трубецкого, Александра Владимировна Трубецкая, хоть и страдала заиканием, умела быть верной помощницей мужа в его общественной деятельности, всегда любезно и с большим достоинством принимая всех его сослуживцев и гостей; и она и он были очень богаты, что дало ей возможность поставить свой дом на широкую ногу, но с большим вкусом и благородством; её светская жизнь не мешала ей заниматься воспитанием своих детей, на которых она положила много забот, глубоко продуманных, и для которых она, несмотря на то, что почти все они были уже замужем и женаты, была непреложным авторитетом. С 1921 года в эмиграции. В браке родились дети:
- Владимир (1885—1954), первый предводитель Русского дворянского собрания в Париже.
- Софья (1887—1971), фрейлина, с 1912 года жена дипломата Н. К. Ламздорф-Галагана.
- Любовь (1888—1980), по словам Осоргина, была самой красивой и талантливой из сестер, пианистка, училась музыке у профессора Ф. О. Лешитицкого. С 1909 года жена князя Алексея Александровича Оболенского (1883—1942). Во время первой мировой войны сестра милосердия в военном госпитале. В 1917 году переехала с семьей в Крым, откуда эмигрировала в Константинополь. С 1920 жила в Париже, где, окончив курсы кройки и шитья, основала Русский дом моды «ТАО». В 1928 году переехала в Нью-Йорк и открыла магазин белья, которым владела до конца 1960-х. Участвовала в благотворительных концертах и собраниях.
- Николай (1890—1961), участвовал в Первой мировой войне, а в годы Гражданской войны воевал на юге России. В 1918—1919 годах в Донской армии в лейб-гвардии Казачьем полку. С 1920 года жил в эмиграции в Греции и Югославии. К 1938 находился во Франции, в 1940 году переехал в США. Профессионально занимался фотографией.
- Елизавета (р. и ум. в 1892 г.)
- Александра (1894—1953), по словам Осоргина, в 1917 году к огорчению своей семьи вышла замуж[10] за капитана лейб-гвардии Сергея Александровича Тимашева (1887—1933; сын А. А. Тимашева), проведшего всю свою молодость бурно, женившегося до того на цыганке, с которой потом развелся, и мало подававшего надежды на прочное семейное счастье. В браке было 4 детей. В эмиграции жила во Франции. Овдовев, в 1948 году стала женой Б. М. Бушека.